# Martinus von Biberach

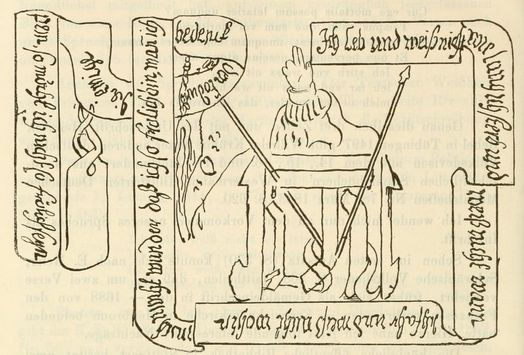
Abzeichnung aus dem 18. Jahrhundert eines Gemäldes in der Franziskanerkirche Heilbronn

Magister Martinus von Biberach († angeblich 1498 in Biberach) wird ein vierzeiliger Spruch auf einem Deckel eines handschriftlichen Buches zugeschrieben („haec magister Martinus in Bibrach. 1498“), der aber weitaus älter als die beigegebene Jahreszahl ist. Über das Leben des Magisters Martinus ist nichts bekannt. Was später irrig als dessen „Grabschrift“ gedeutet wurde, ist ein Priamel, das in der christlichen Frömmigkeit populär wurde und auch in der Literatur bis heute (vgl. Bertolt Brecht: Der Radwechsel) seinen Niederschlag findet:
Ich leb und waiß nit wie lang,

ich stirb und waiß nit wann,

ich far und waiß nit wahin,

mich wundert das ich [so] frölich bin.
Die Urheberschaft des Martinus von Biberach an dem Spruch kann mittlerweile als widerlegt gelten, allerdings ist die Zuschreibung an Walther von der Vogelweide in Konrad Bollstatters „Spruchsammlung“ (1468/1469), der bisher ältesten Überlieferungsquelle, ebenso unzutreffend. Varianten finden sich in einigen Handschriften des späten 15. Jahrhunderts.
Der Spruch gilt (fälschlich) auch als der „Leitspruch“ Kaiser Maximilians I. An einer der getäfelten Wände von Schloss Tratzberg liest man unter anderen Kreideinschriften auch in kalligraphischen Schnörkeln: „Leb, waiß nit wie lang und stürb, waiß nit wann mueß faren, waiß nit wohin mich wundert, das ich so frelich bin.“
Nach einer alten Chronik war der erweiterte Text Bestandteil eines 1688 zerstörten Deckengemäldes in der ehemaligen Franziskanerkirche zu Heilbronn: „Ich leb und weiß nicht wie lang / ich sterb und weiß nicht wan / ich fahr und weiß nicht wahin / mich nimmt wunder daß ich so frelich bin / wan ich bedenk den dot und di ewige pein / so mecht ich nicht so frelich sein.“
Martin Luther kannte den Spruch und lehnte ihn als „Reim der Gottlosen“ ab, da die Lebenssituation der Christen genau umgekehrt sei: sie wüssten, woher und wohin sie kämen, nämlich von und zu Gott, erschreckten aber trotzdem ein wenig vor dem Tod, da sie ja wie alle „Adamskinder“ sterben und den Tod leiden müssten. In einer Predigt am Michaelistag (29. September 1531) bietet Luther auch eine „Umkehrung“ des „gemeine[n] Sprichwort[s]“: Ich lebe und weis, wie lange, / Ich sterbe und weis, wanne, / Ich fahr und weiß, Gott lob, wohin, / Mich wundert, daß ich trawrig bin!
Der Maler Hans Thoma erweiterte die ursprüngliche Fassung: Ich komm’, weiß nit woher / ich bin, und weiß nit wer / ich leb’, weiß nit wie lang / ich sterb’ und weiß nit wann / ich fahr’, weiß nit wohin / Mich wundert’s, daß ich fröhlich bin. // Da mir mein Sein so unbekannt / geb’ ich es ganz in Gottes Hand / die führt es wohl, so her wie hin / Mich wundert’s, wenn ich noch traurig bin. Diese zwei Strophen werden bis heute in christlicher Erbauungsliteratur nachgedruckt.
Der Schriftsteller Johannes Mario Simmel verfasste 1949 einen Roman unter dem Titel Mich wundert, daß ich so fröhlich bin. In einem Interview gab er an, den Spruch an einer deutschen Klostermauer gelesen zu haben. Der Karikaturist F. K. Waechter veröffentlichte 1991 einen Sammelband unter dem Titel Mich wundert, daß ich fröhlich bin.